# Wettiusz Walens
Wettiusz Walens (łac. Vettius Valens; ur. 8 lutego 120, zm. ok. 190) – starożytny grecki astrolog, autor obszernego dzieła znanego pod tytułem Antologie.
Z pochodzenia był antiocheńczykiem, większość życia spędził jednak w Aleksandrii, gdzie prawdopodobnie poznał Ptolemeusza. W swoim dziele zawarł pokaźny zbiór informacji astrologicznych dotyczących sposobu wyznaczania ascendentów czy określania pozycji znaków zodiaku oraz ich wpływu na życie człowieka, ilustrując je tabelami i metodami obliczeń. Zamieścił również ponad setkę przykładowych horoskopów na okres od 37 do 184 roku n.e., a także podał dzienną datę swojego poczęcia i narodzin. Antologie stanowią cenne źródło z zakresu historii astrologii starożytnej, Wettiusz powołuje się bowiem obficie na autorów wcześniejszych dzieł, z których większość nie jest znana z żadnych innych źródeł.